# Бугрий, Иван Васильевич
Иван Васильевич Бугрий — советский хозяйственный деятель, Герой Социалистического Труда.

## Биография
Родился в 1921 году в Великой Лепетихе. Член КПСС.
Участник Великой Отечественной войны: шофёр отделения тыла 7-й гвардейской миномётной бригады
В 1946—1959 — механизатор, звеньевой механизированного звена Великолепетихской МТС, в 1959—1981 — бригадир комплексной бригады колхоза имени Петровского Великолепетихского района Херсонской области.
Указом Президиума Верховного Совета СССР от 8 декабря 1973 года присвоено звание Героя Социалистического Труда с вручением ордена Ленина и золотой медали «Серп и Молот».
С 1981 года — персональный пенсионер союзного значения.
Умер после 1998 года в Великой Лепетихе.

## Награды и звания
- Герой Социалистического Труда (08.12.1973)
- Орден Ленина (08.12.1973)
- Орден Октябрьской Революции (08.04.1971)
- Орден Отечественной войны II степени (06.04.1985)
- Орден Красной Звезды (24.04.1945)
- Орден Знак Почёта (23.06.1966)